# Mini Molo
Mini Molo, nazývané také Małe Molo nebo Pomost na Plaży w Kamiennym Potoku, je zaniklé molo, které se nachází na pobřeží Gdaňského zálivu Baltského moře ve čtvrti Dolny Sopot města Sopoty (Sopot) v Pomořském vojvodství.

## Další informace
V 10. letech 21. století bylo dřevěné molo ještě plnně funkční. Dle stavu z roku 2021 je již vidět jen základová dřevěná konstrukce půdorysu ve tvaru kříže. Mini Molo je již nepřístupné a je atrakcí místní sopotské pláže. Poblíž se nachází restaurace s názvem Małe Molo. Místo nabízí výhled na Baltské moře, Molo v Orlowě, Klif Orlowski a na známější a větší dřevěné Molo v Sopotech. Místo je celoročně volně přístupné.

## Galerie

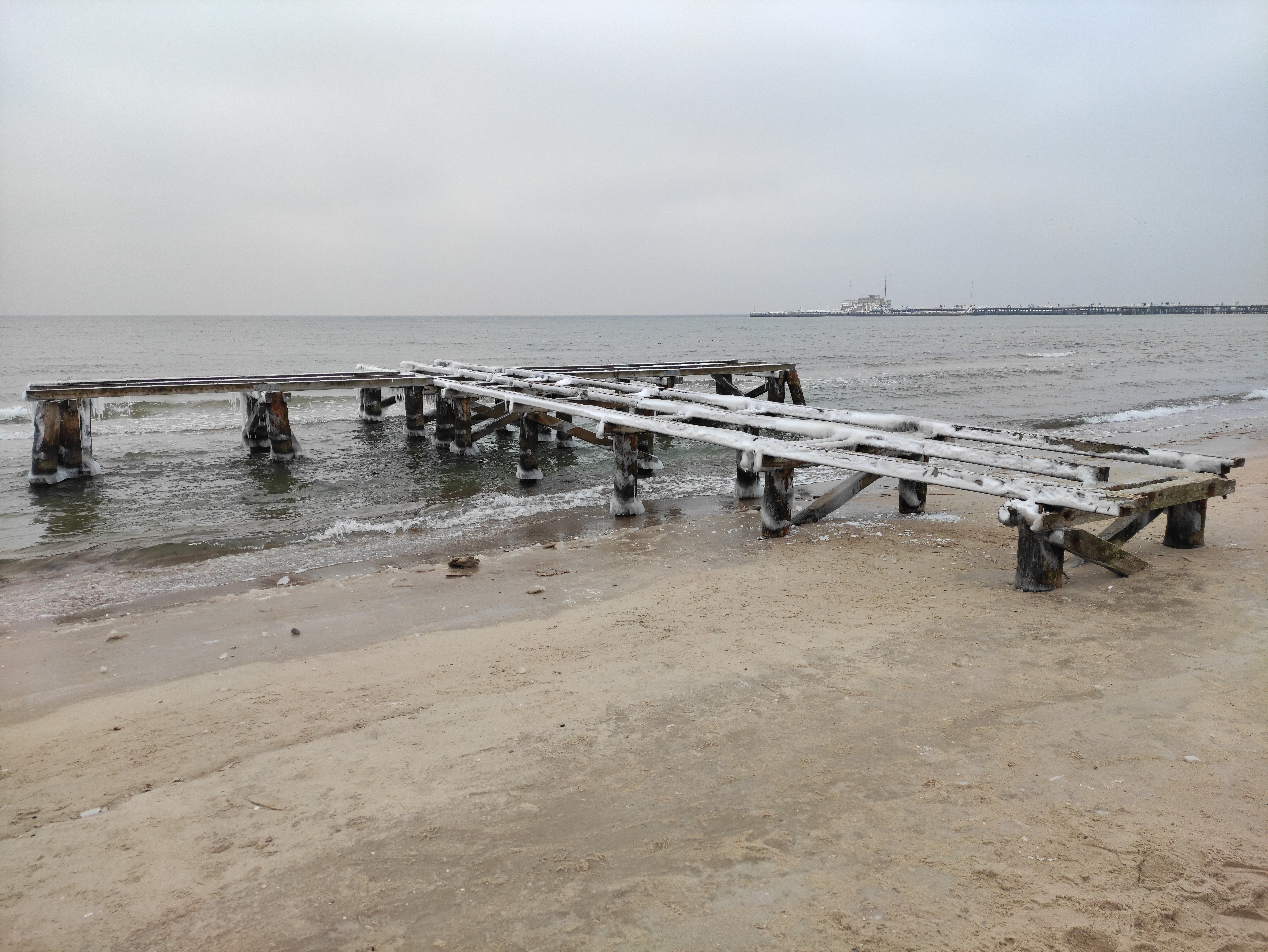
Mini Molo v roce 2021
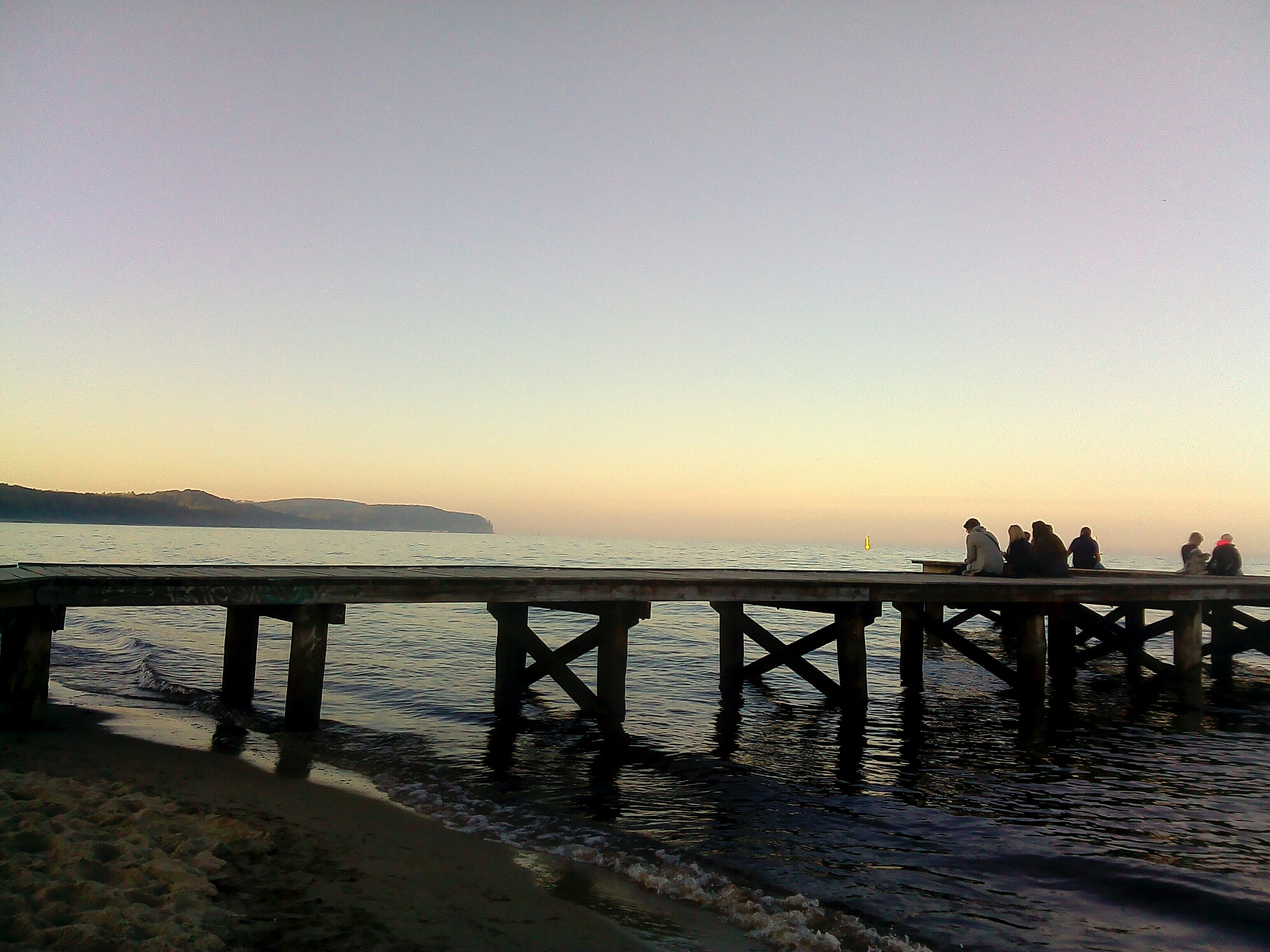
Mini Molo v roce 2015
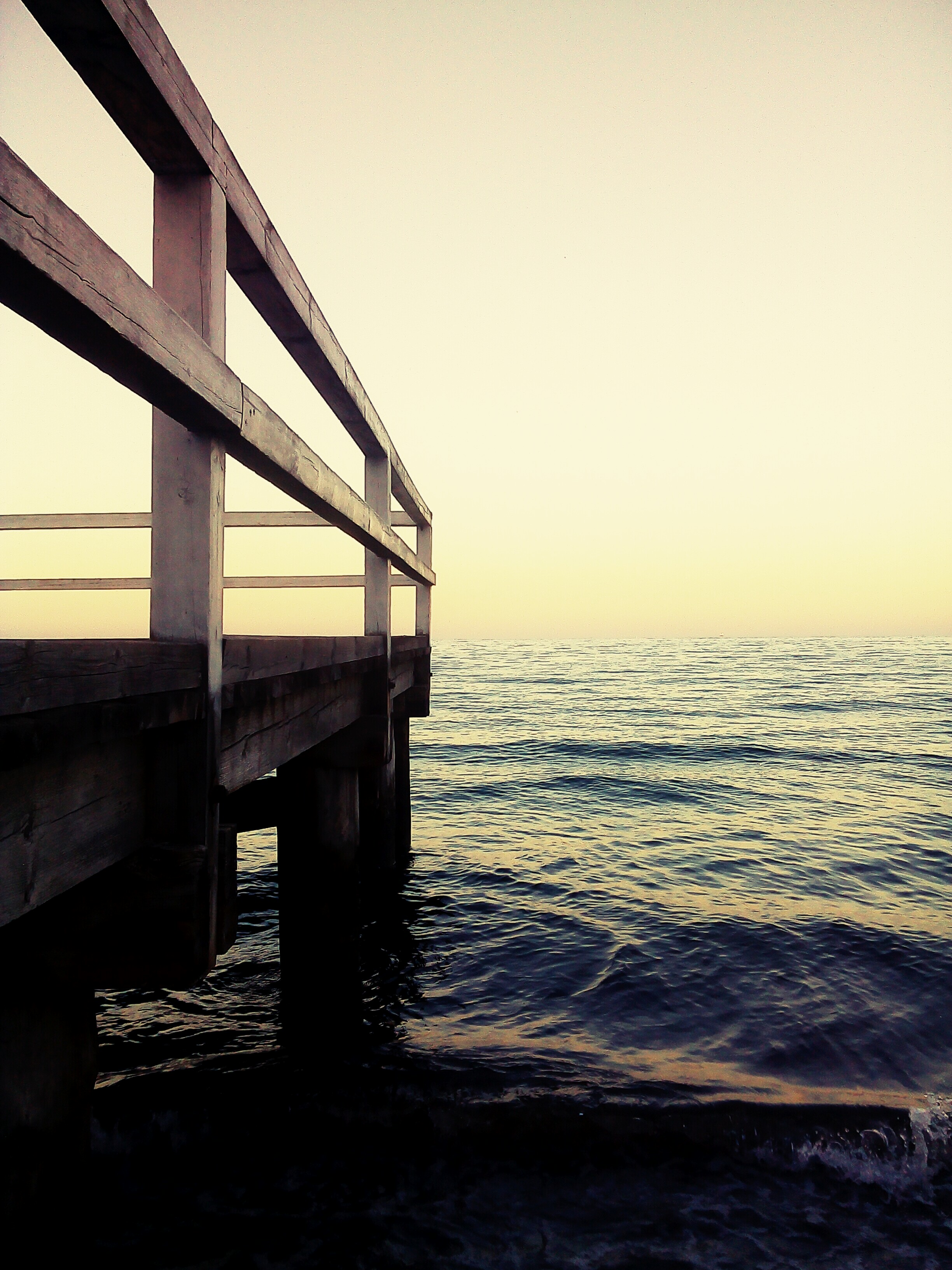
Mini Molo v roce 2015
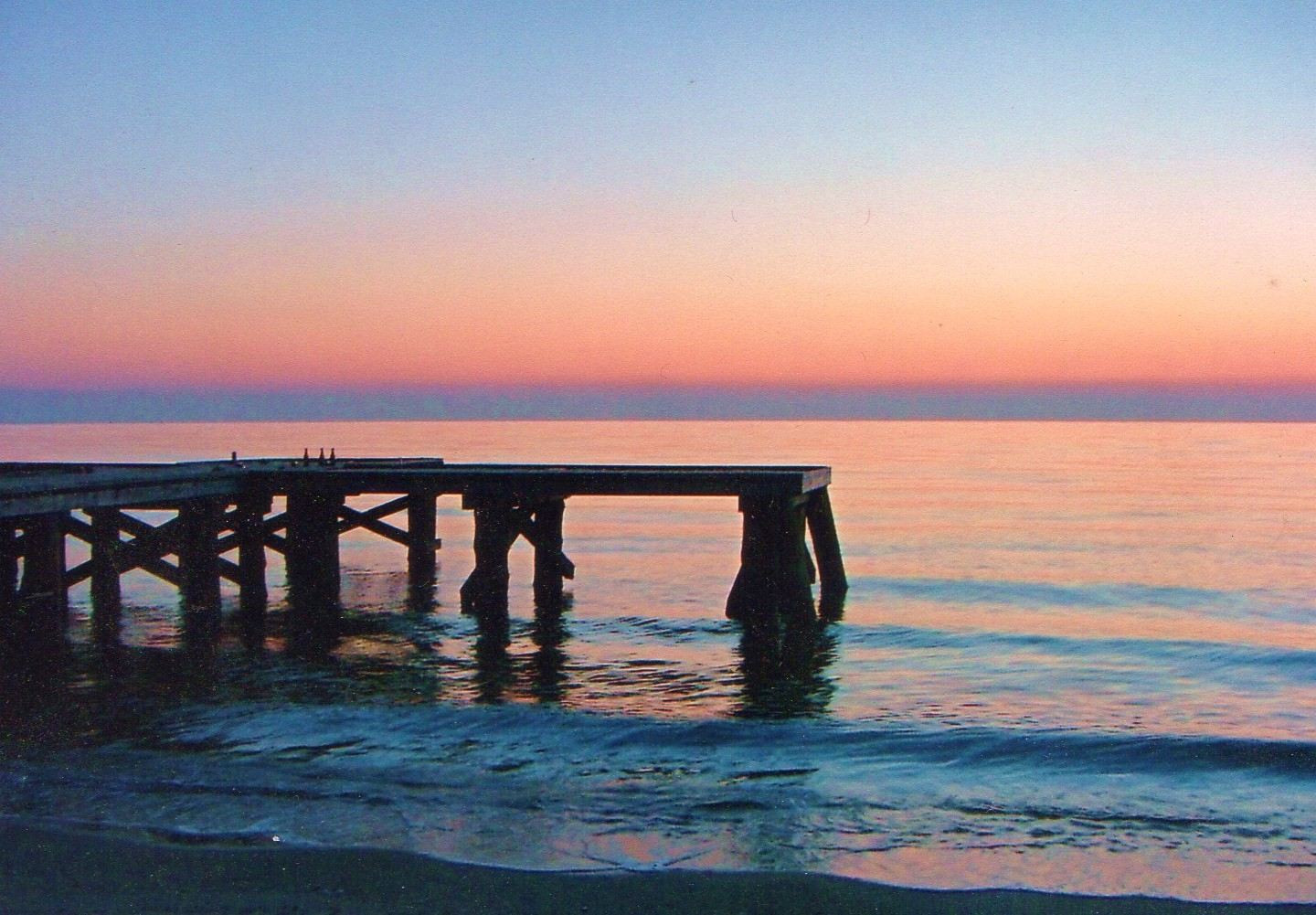
Mini Molo v roce 2016
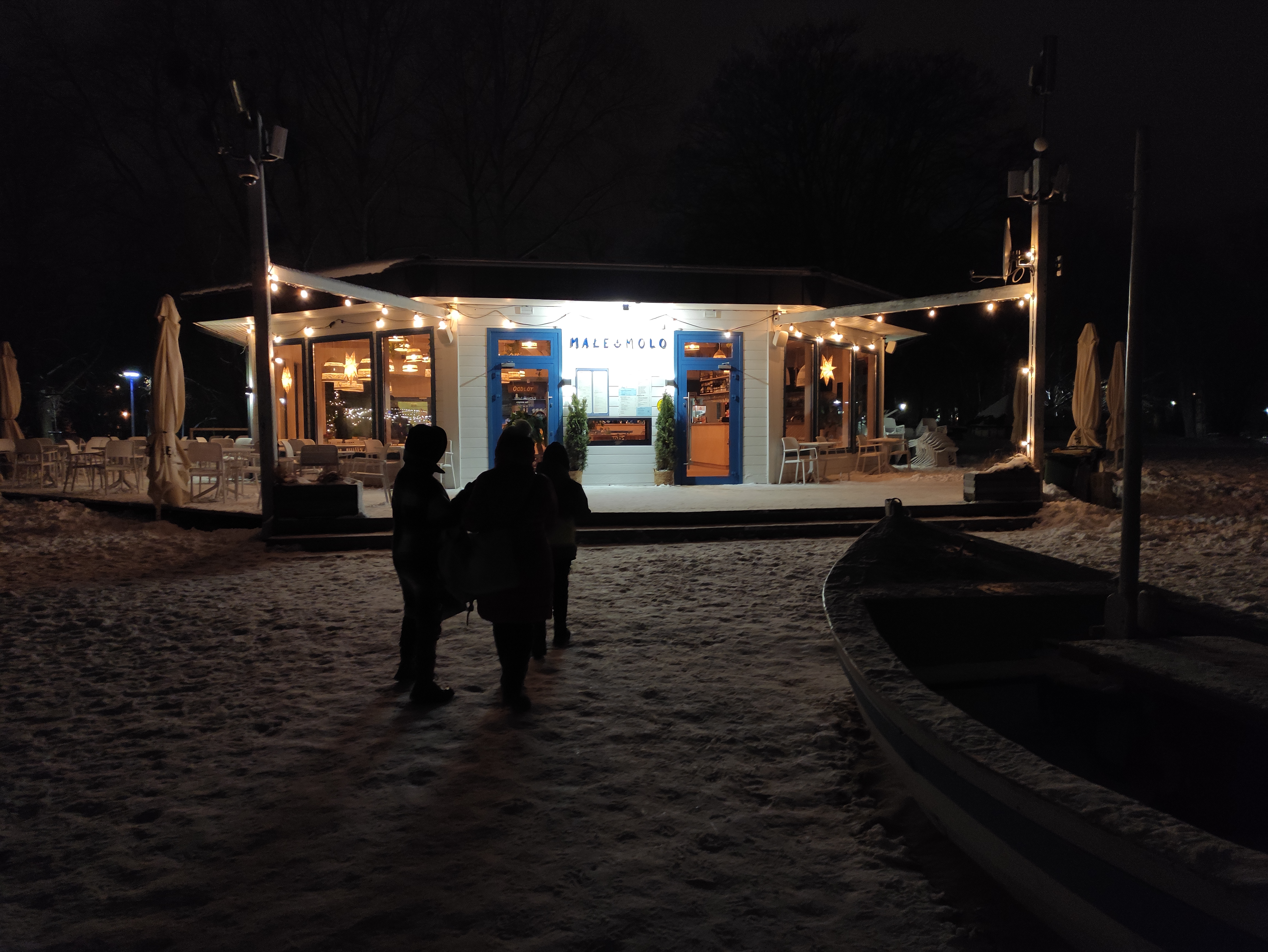
Restaurace Małe Molo